# Braya pilosa
Braya pilosa är en korsblommig växtart som beskrevs av William Jackson Hooker. Braya pilosa ingår i släktet fjällkrassingar, och familjen korsblommiga växter. Inga underarter finns listade i Catalogue of Life.